# Dakar
Dakar (wolof: Ndakaaru) – stolica i największe miasto Senegalu.  Położone w zachodniej części kraju, nad wybrzeżem Oceanu Atlantyckiego, na Półwyspie Zielonego Przylądka, naprzeciw wysepki Gorée. Ludność: 2,4 mln (2006).

## Nazwa
Nazwa miasta wywodzi się od słowa dakhar, które w języku wolof oznacza drzewo tamaryndowca.

## Gospodarka
Ze względu na korzystne położenie w Dakarze rozwinął się duży port morski o znaczeniu regionalnym. Duże znaczenie komunikacyjne ma także port lotniczy Diass.

## Edukacja
- Kedge Business School

## Historia
W okresie XVI–XIX wieku w okolicach Dakaru istniało centrum handlu i eksportu ciemnoskórych niewolników, głównie do Nowego Świata. Miasto założyli Francuzi w 1857. Rozwijało się ono przez XIX i XX wiek, szczególnie po 1940 jako ośrodek administracyjny Francuskiej Afryki Zachodniej (od 1902 stolica). W czasie drugiej wojny światowej miasto było aż do 1942 we władzy kolaboracyjnego rządu Vichy, w 1940 doszło do nieudanej próby zajęcia go przez aliantów. Później Dakar został zajęty przez wojska amerykańskie. Przez krótki czas Dakar był stolicą Federacji Mali, a w 1960 został stolicą niepodległego Senegalu.

## Sport
W Dakarze w latach 1979-2008 znajdowała się meta rozgrywanego co rok prestiżowego Rajdu Dakar.

## Miasta partnerskie
- Baku (Azerbejdżan)
- Bamako (Mali)
- Bandżul (Gambia)
- Berchem-Sainte-Agathe (Belgia)
- Bissau (Gwinea Bissau)
- Brazzaville (Republika Konga)
- Casablanca (Maroko)
- Duala (Kamerun)
- Jerozolima (Izrael)
- Kinszasa (Demokratyczna Republika Konga)
- Marsylia (Francja)
- Mediolan (Włochy)
- Niamey (Niger)
- Oran (Algieria)
- Praia (Republika Zielonego Przylądka)
- Safakis (Tunezja)
- Tajpej (Tajwan)
- Waszyngton (USA)